# Lê Hoàng Sương
Lê Hoàng Sương (1944 - 2022) là một sĩ quan cao cấp của Quân đội nhân dân Việt Nam, hàm Thiếu tướng, nguyên Phó chủ nhiệm Chính trị.

## Khen thưởng
- Huân chương Lao động hạng Ba;
- Huân chương Quân công hạng Nhì;
- Huân chương Kháng chiến chống Pháp hạng Nhất;
- Huân chương Kháng chiến chống Mỹ, cứu nước hạng Nhất;
- Huy chương Chiến công hạng Nhất, Nhì, Ba;
- Huy chương Chiến sĩ vẻ vang hạng Nhất, Nhì, Ba;
- Huy chương Quân kỳ Quyết thắng;
- Huy hiệu 55 tuổi Đảng.

## Lịch sử thụ phong quân hàm
| Năm thụ phong | Tháng 10 - 1994                                 |
| ------------- | ----------------------------------------------- |
| Quân hàm      | Tập tin:Vietnam People's Army Major General.jpg |
| Cấp bậc       | Thiếu tướng                                     |